# (8149) Ruff
(8149) Ruff (1985 JN1) – planetoida z pasa głównego asteroid okrążająca Słońce w ciągu 3,54 lat w średniej odległości 2,32 au. Odkryta 11 maja 1985 roku.